# Мисты
Ми́сты (др.-греч. μυστικός «закрытый») — в Древней Греции род младших жрецов, новопосвящённых в таинства религиозных обрядов. Своё название получили, видимо, от формы обряда посвящения, при котором они должны были держать глаза и рот закрытыми. Упоминаются, например, у Плутарха.
Мисты принимали участие в тайных богослужениях и мистериях.
Мистам запрещалось употребление в пищу некоторых съестных припасов (кур, рыбы, бобов и яблок) и прикосновение к роженице и трупу; по всей вероятности, эти запрещения имели силу только в течение празднования мистерий, а на остальное время не простирались. Во время священнодействия мисты в отличие от непосвященных носили на головах миртовые венки, а на правой руке и левой ноге — повязки пурпурного цвета.